# Liste der Bildungseinrichtungen in Heidelberg

Bildungsorte und Lernwelten in Deutschland

Wappen der Stadt Heidelberg

In der Liste der Bildungseinrichtungen in Heidelberg sind Bildungseinrichtungen für Orte, die zum Stadtkreis Heidelberg in Baden-Württemberg gehören, aufgeführt. Lässt man von den zahlreichen Schulen und weiterführenden Bildungsinstitutionen im Stadtkreis die Grundschulen unberücksichtigt, so verfügt die Stadt über 51.000 Aus- und Weiterbildungsplätze, davon ungefähr 33.000 in Universitäten und Fachhochschulen.
Die Liste erhebt keinen Anspruch auf Vollständigkeit.

## Hochschulen

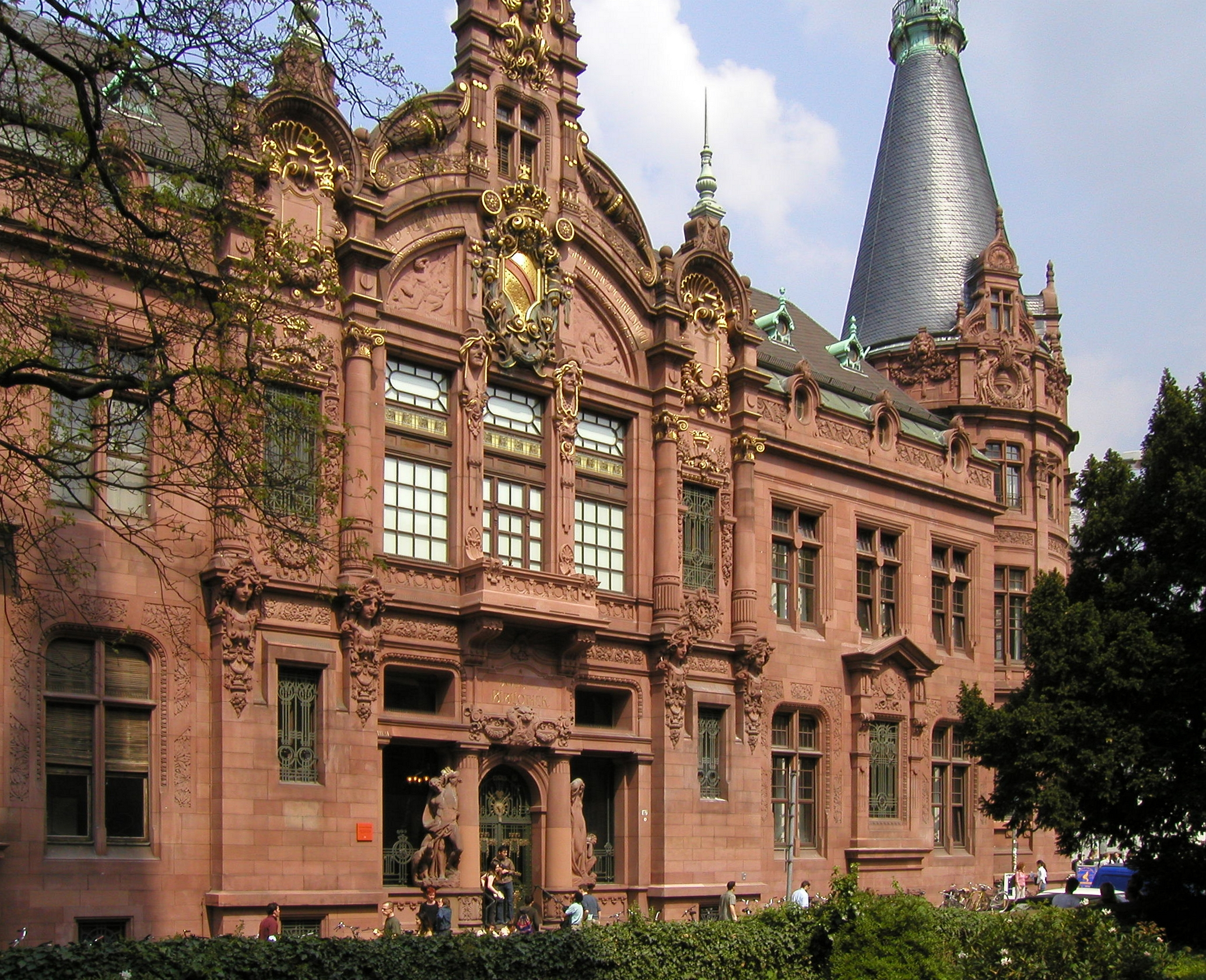
Die Universitätsbibliothek Heidelberg, das Wahrzeichen der Ruprecht-Karls-Universität Heidelberg. Die RKU wurde 1386 gegründet und ist damit die erste Universität, die in Deutschland den Lehrbetrieb aufgenommen hat sowie die älteste durchgängig bestehende Universität in der Bundesrepublik Deutschland.

Die folgenden staatlichen und staatlich anerkannten Hochschulen bestehen im Stadtkreis Heidelberg:
| Name                                       | Form | Lage | Träger        | Promotions- recht | Grün- dung | Studierende |
| ------------------------------------------ | ---- | ---- | ------------- | ----------------- | ---------- | ----------- |
| Hochschule für Jüdische Studien Heidelberg | FH   | (⊙)  | konfessionell | ja                | 1979       | ~100        |
| Hochschule für Kirchenmusik Heidelberg     | FH   | (⊙)  | konfessionell | nein              | 1931       |             |
| Pädagogische Hochschule Heidelberg         | PH   | (⊙)  | staatlich     | ja                | 1904       | ~4.500      |
| Ruprecht-Karls-Universität Heidelberg      | Uni  | (⊙)  | staatlich     | ja                | 1386       | ~30.000     |
| SRH Hochschule Heidelberg                  | FH   | (⊙)  | privat        | nein              | 1972       | ~3.000      |

## Grundschulen
In Heidelberg gibt es zurzeit 23 Grundschulen.

### Staatliche Grundschulen
- Friedrich-Ebert-Grundschule
- Wilckensschule
- Grundschule Emmertsgrund
- Heiligenbergschule
- Tiefburgschule
- Geschwister-Scholl-Schule
- Kurpfalzschule
- Mönchhofschule
- Albert-Schweitzer-Schule
- Eichendorffschule

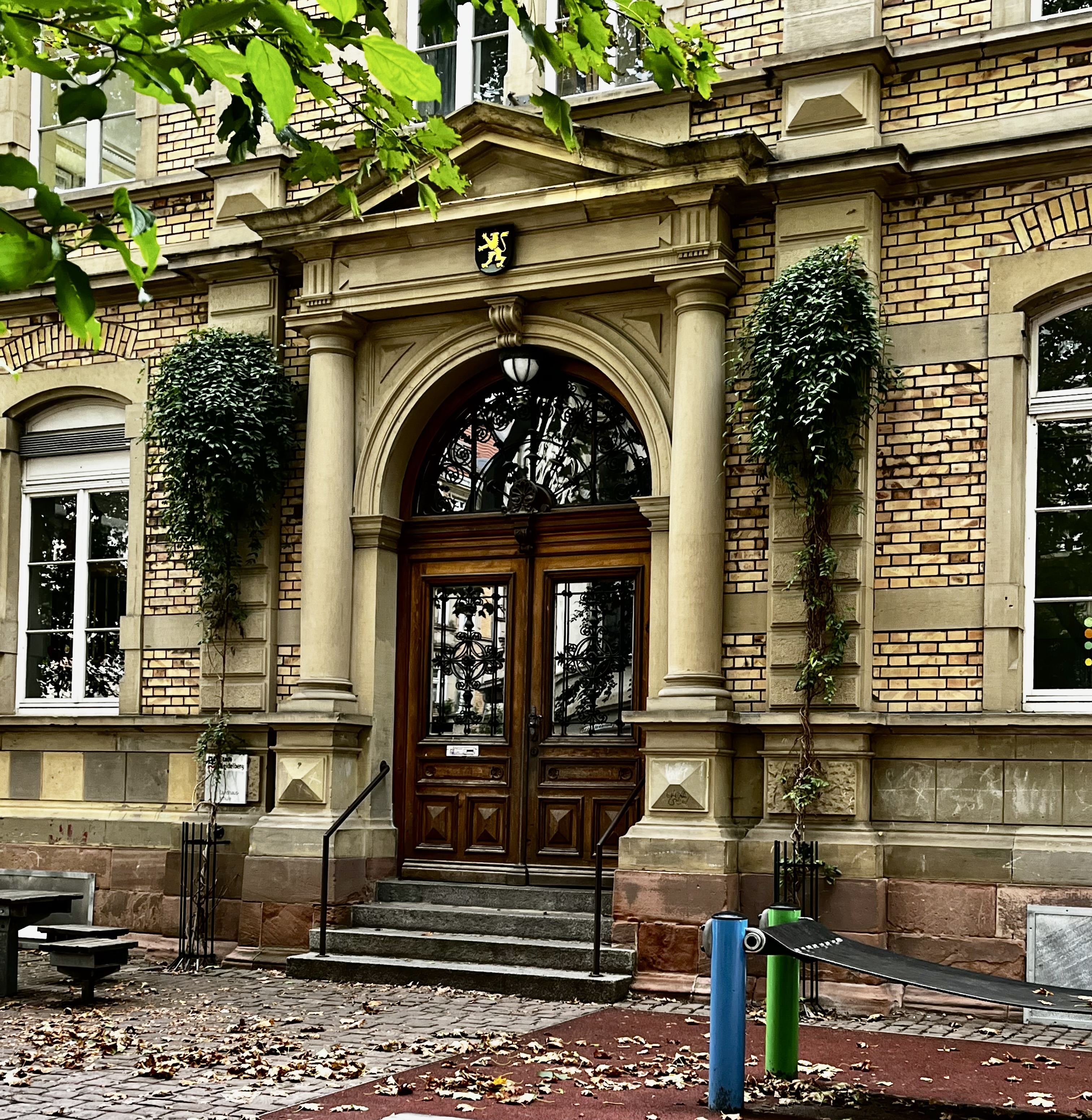
Landhausschule, Staatliche Grundschule Landhausstraße 20/Ecke Blumenstraße (erb. 1884–1886)

- Internationale Gesamtschule Heidelberg
- Grundschule Schlierbach
- Pestalozzischule
- Landhausschule
- Fröbelschule
- Neckarschule
- Steinbachschule
- Grundschule Bahnstadt

### Private Grundschulen
- Grundschule F+U und Schulprofil LernZeitRäume (Grundschule)
- Freie Montessori-Schule, Heidelberg
- Englisches Institut Heidelberg – Grundschule und Gymnasium
- Pierre et Marie Curie e. V. Französische Vor- und Grundschule
- Grundschule an der Elisabeth-von-Thadden-Schule (Evangelische Grundschule)

## Gemeinschaftsschulen
Heidelberg verfügt über die folgenden Gemeinschaftsschulen:

### Staatliche Gemeinschaftsschulen
- Geschwister-Scholl-Schule
- Waldparkschule (Ausgezeichnet mit dem Deutschen Schulpreis 2017)

## Realschulen
Insgesamt acht Realschulen stehen den Einwohnern Heidelbergs zur Verfügung.

### Staatliche Realschulen
- Gregor-Mendel-Realschule
- Internationale Gesamtschule Heidelberg, Baden-Badener Str. 14 (⊙)
- Johannes-Kepler-Realschule
- Theodor-Heuss-Realschule

### Private Realschulen
- Abendrealschule der Volkshochschule Heidelberg e. V.
- F+U Heidelberg (Realschule) und Schulprofil LernZeitRäume (Realschule): F+U Unternehmensgruppe
- St.Raphael Schulen (Mädchen-Realschule)

### Private Werkrealschulen
- Freie Christliche Schule

## Allgemeinbildende Gymnasien
In Heidelberg gibt es ungewöhnlich viele Gymnasien: Mehr als 52 Prozent aller Schüler der Stadt sind an einem Gymnasium eingeschrieben.

### Staatliche Gymnasien
- Bunsen-Gymnasium
- Helmholtz-Gymnasium
- Hölderlin-Gymnasium

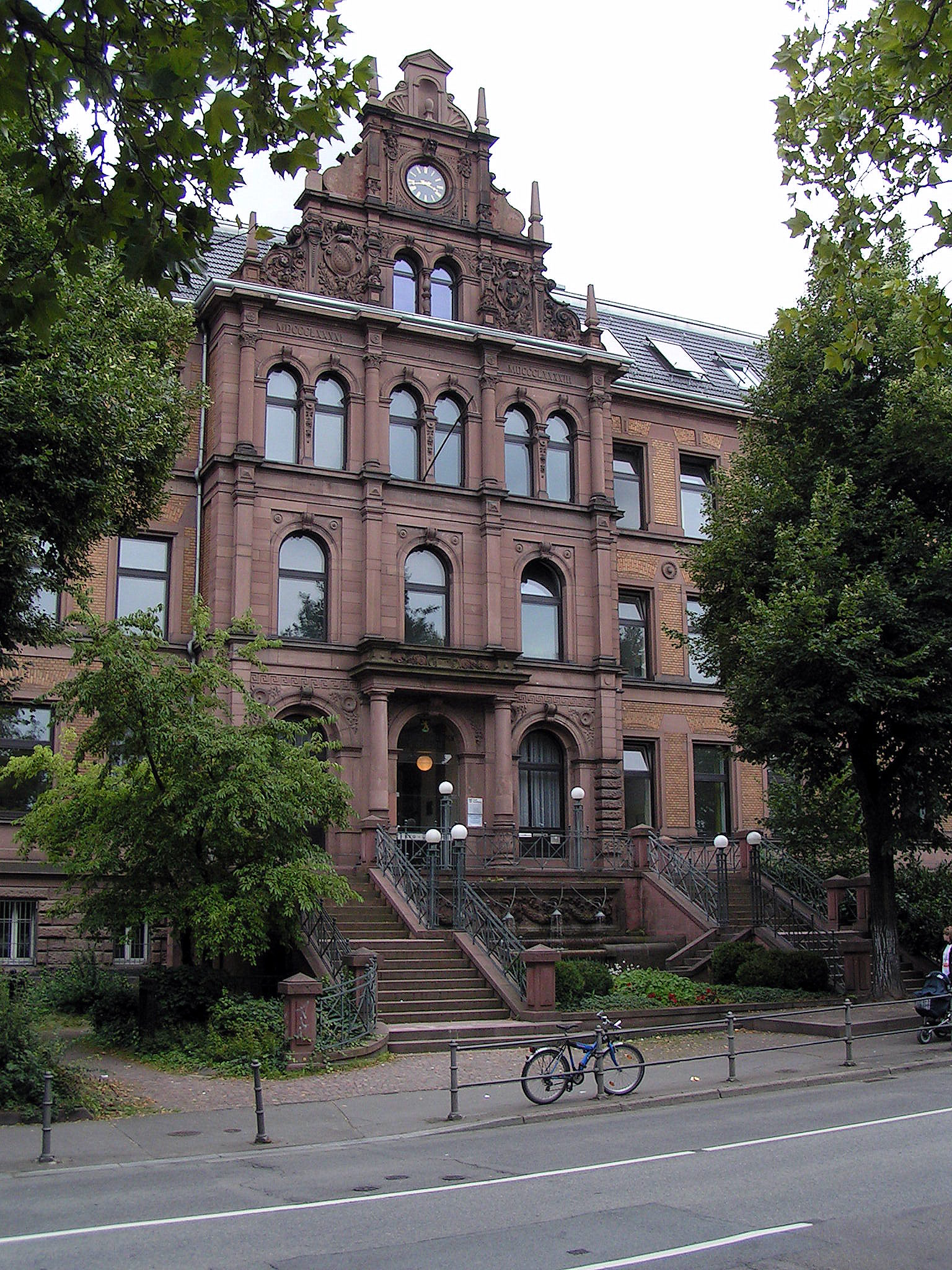
Kurfürst-Friedrich-Gymnasium (KFG) am Neckar

- Internationale Gesamtschule Heidelberg
- Kurfürst-Friedrich-Gymnasium (mit Hochbegabtenzug)

### Private Gymnasien
- Abendgymnasium der Volkshochschule Heidelberg e. V.
- St. Raphael-Schulen (Gymnasium)
- Elisabeth-von-Thadden-Schule
- Englisches Institut Heidelberg – Gymnasium mit Grundschule
- Heidelberg College
- Freie Waldorf-Schule
- F+U Heidelberg mit Schulprofil LernZeitRäume (Gymnasium)

## Berufliche Gymnasien

### Staatliche Schulen
- Carl-Bosch-Schule (Technisches Gymnasium)
- Marie-Baum-Schule (Biotechnologisches Gymnasium)
- Willy-Hellpach-Schule (Wirtschaftsgymnasium)

### Private Schulen
- F+U Heidelberg (Wirtschaftsgymnasium/Sozialpädagogisches Gymnasium)

## Berufsbildende Schulen
Das Spektrum der Berufsbildenden Schulen in Heidelberg ist breit: Vertreten sind drei Typen beruflicher Schulen: Gewerblich, Kaufmännisch und Hauswirtschaftlich-Pflegerisch. In allen Typen sind als Schularten berufsbildende Gymnasien, Berufsfachschulen, Berufskollegs (BKs) und ausbildungsbegleitende Berufsschulen vertreten. Die unterschiedlichen Schultypen und Schularten sind an sechs staatlichen Schulen zusammengefasst:

### Staatliche Schulen
- Carl-Bosch-Schule (Technisches Gymnasium der Zweige Technik, Informationstechnik, Technik und Management; Technische Berufskollegs mit den Profilen Computerunterstützte Fertigung, Kommunikation und Gestaltung sowie Mechatronik; Berufsfachschule für Elektrotechnik, Berufsfachschule für Fahrzeugtechnik; Meisterschule für Orthopädietechniker; Fachschule für Elektrotechnik und Medizintechnik; gewerbliche Berufsschule für die Ausbildungsberufe Industriemechaniker, Werkzeugmechaniker, Feinwerkmechaniker, Technischer Zeichner, Elektroniker der Fachrichtung Energie- und Gebäudetechnik, Orthopädietechniker, Kraftfahrzeugmechatroniker)
- Fritz-Gabler-Schule (Hotelfachschule, Abschlüsse: Staatlich geprüfter Sommelier, Staatlich geprüfter Hotelbetriebswirt, Staatlich geprüfter Gastronom mit Meisterbrief, alle mit Ausbildereignung)
- Johannes-Gutenberg-Schule (Meisterschule (Konditor, Installateur & Heizungsbauer, Medienfachwirt Print & Digital)), gewerbliche Berufsfachschulen (Mediengestaltung, Bauzeichner, Druck, Fotografie, Körperpflege, Sanitär, Heizung & Klima), technisches Berufskolleg zur Erlangung der Fachhochschulreife, Berufskolleg für Grafik und Design, Berufskolleg Biotechnologie, AVdual, VABO sowie gewerbliche Berufsschule für die Berufe Medientechnologe Druck, Mediengestalter, Fotograf, Maler und Lackierer, Friseur, Bäcker, Bäckerei-Fachverkäufer, Konditor, Konditoren-Fachverkäufer, Landwirt, Gärtner, Florist, Anlagenmechaniker SHK, Bauzeichner
- Julius-Springer-Schule (Kaufmännische Berufskollegs: Berufskolleg I und II, Berufskolleg zur Erlangung der Fachhochschulreife (BK FH), Berufskolleg mit Übungsfirma, Berufskolleg Fremdsprachen, Berufskolleg Wirtschaftsinformatik; kaufmännische Berufsschule für die Ausbildungsberufe Kaufmann im Groß- und Außenhandel, Automobilkaufmann, Kaufmann für Büromanagement, Verlagskaufmann, Medienkaufmann, Buchhändler, Musikalienhändler, Steuerfachangestellter, Rechtsanwaltsfachangestellter, Notariats- und Patentanwaltsfachangestellter, Einzelhandelskaufmann, Verkäufer, Drogist, Verwaltungsfachangestellter, Fachangestellter für Bürokommunikation, Justizfachangestellter, Assistentenanwärter für den nichttechnischen mittleren Verwaltungsdienst)
- Marie-Baum-Schule (Biotechnologisches Gymnasium, hauswirtschaftliche und sozialpflegerische Berufsfachschulen und Berufskollegs, hauswirtschaftliches Berufsvorbereitungsjahr und Berufseinstiegsjahr, hauswirtschaftliche Berufsschule für die Berufe Hauswirtschafter, Hauswirtschaftlicher Helfer, Fachkraft für das Hotel- und Gaststättengewerbe)
- Willy-Hellpach-Schule (Wirtschaftsgymnasium, Berufsfachschule für Wirtschaft und kaufmännische Berufsschule für die Berufe Bankkaufmann, Industriekaufmann, Finanzassistent, Gesundheitskaufmann, Apothekenhelfer, Arzthelfer, Zahnarzthelfer)

### Private Schulen
- Krankenpflegeschule des St. Josefskrankenhauses
- Akademie für Gesundheitsberufe u. a. Ausbildungen an den Universitäts-Kliniken, auch Altenpflege
- F+U Heidelberg (Wirtschaftsgymnasium, Kaufmännische Berufskollegs und Realschule)
- Heidelberg International Business Academy (Berufliches Gymnasium Profil Wirtschaft – Ausbildung zur Allgemeinen Hochschulreife (Abitur); Berufskolleg Fremdsprachen -Ausbildung zum staatlich geprüften Wirtschaftsassistenten; Berufskolleg zum Erwerb der Fachhochschulreife, Berufskollegs für Internationale Touristikassistenten, Internationale Eventmanager, Internationale Office Manager; Berufskolleg Fremdsprachensekretär; Fachschule für Wirtschaft – Weiterbildung zum staatlich geprüften Betriebswirt)

## Grundschulförderklassen
Grundschulförderklassen dienen der Vorbereitung von Kindern auf die Grundschule. Sie werden von Kindern besucht die zwar schulpflichtig sind, aber zurückgestellt wurden.
- Grundschule Emmertsgrund
- Heiligenbergschule

## Sonderpädagogische Bildungs- und Beratungszentren
In Heidelberg existieren vier Sonderpädagogische Bildungs- und Beratungszentren:
- Graf-von-Galen-Schule[1] (Förderschwerpunkt geistige Entwicklung)
- Marie-Marcks-Schule[2] (Förderschwerpunkt Lernen)
- Stauffenbergschule[3] (Förderschwerpunkt Sprache)
- Klinikschule Heidelberg[4] (Schule für Schüler in längerer Krankenhausbehandlung am Universitätsklinikum Heidelberg)

## Schulkindergärten
Schulkindergärten dienen der Förderung entwicklungsverzögerten Kindern. Sie werden besucht von Kindern ab dem 3. Lebensjahr (bei Körperbehinderungen ab dem 2. Lebensjahr) bis zur Einschulung. Ziel dieser Kindergärten ist es, den Kindern den Schuleintritt an einer allgemeinen Grundschule zu ermöglichen. Zum Besuch dieser Schulkindergärten ist ein Genehmigungsbescheid des Staatlichen Schulamtes Mannheim notwendig.
- Pustelblume-Schulkindergarten[7] der Lebenshilfe für Menschen mit geistiger Behinderung Heidelberg e. V., (körperliche und geistige Behinderung)
- Marie-Bertha-Coppius-Schulkindergarten[8] (Förderschwerpunkt Sprache)

## Sonstige Schulen
- Abendgymnasium Volkshochschule Heidelberg e. V.
- Abendrealschule Volkshochschule Heidelberg e. V.
- Freie Waldorfschule Heidelberg e. V.
- Hauptschulabschluss Volkshochschule Heidelberg e. V.
- H.I.S. Heidelberg International School
- Musik- und Singschule Heidelberg

## Ehemalige Bildungseinrichtungen
Die folgenden ehemaligen Bildungseinrichtungen bestanden einst im Stadtkreis Heidelberg:
- 1969–1981: Lise-Meitner-Gymnasium – Das Gymnasium bestand von 1969 bis 1981. Informationen dazu gibt es beim Heidelberger Geschichtsverein.[9]